# Джиммі Пейдж
Джи́ммі Пе́йдж (повне ім'я — Джеймс Патрік Пейдж, англ. James Patrick Page, нар. 9 січня 1944) — британський гітарист, композитор та автор пісень, продюсер. Вважається одним із найкращих гітаристів у стилях хард-рок та рок-н-рол. Один із засновників таких музикальних стилів як хард-рок та хеві-метал. Починав студійним гітаристом у Лондоні, пізніше був запрошений до гурту The Yardbirds, де пробув з 1966 по 1968 рік. Після розпаду гурту створив свій власний колектив — Led Zeppelin.
У 2003 році журнал Rolling Stone присвоїв Пейджу почесне 9-те місце серед ста найкращих гітаристів рок-н-ролу всіх часів. Пам'ять про Джиммі знаходиться у Залі слави Рок-н-ролу у двох варіантах: як гітаристові The Yardbirds та Led Zeppelin. У середині грудня 2008 група експертів американської радіостанції Chop Shop визнала Джиммі Пейджа найкращим гітаристом усіх часів.

## Молоді роки
Англія 50-х років була нищівною до молоді у своїх обмеженнях: транспорт після 21-ї години не рухався країною та містом, екрани телевізорів показували «сніжок», а стосунки хлопців із дівчатами (тим паче інтимні) зневажалися у культурі. Саме тому для юнака єдиним захопленням стала музика, а особливо гітара, яка завжди була поруч із Джиммі. З нею він міг робити все що завгодно.
Тому батьки купували Джимові різні «бризкалки». До речі, батько Джиммі був начальником відділу кадрів на підприємстві, а мати — домогосподаркою. Вони активно підтримували сина у його заняттях музикою. Вони навіть дозволили хлопцеві вирушити у гастролі разом з гуртом «Neil Christian And The Crusaders».
Попри те, що Пейдж був дуже крихкою людиною, він вже тоді опанував великі гітари та мав у своєму розпорядженні чималу колекцію різноманітних інструментів. Саме на цьому етапі люди з оточення почали помічати нетипову, своєрідну манеру гри хлопця.
Після хвороби, через яку він покинув свій перший музичний колектив, Джиммі вступає до художнього училища, яке через півтора року залишить. У цей час він ні на хвилину не забуває про свою улюблену справу — гру на гітарі. Вечорами у його домівці збиралися хлопці, серед яких були відомі Джефф Бек та Ерік Клептон. Їх зовсім не влаштовувала музика початку 60-х: джаз та «попсовий» рок-н-рол.
Одного разу друзі затягнули його для участі в джемі за участю BLUES INCORPORATED. Після цього пішли нові і нові джеми, хлопчину відрахували із художнього училища, у нього з'являється джерело грошей — він працює гітаристом на студії звукозапису.
Джиммі швидко зрозумів закони цього бізнесу, і тому його брали для записів до багатьох виконавців того часу: The Who, The Kinks, Джо Кокер, The Rolling Stones та інших. Важко було знайти у Лондоні таку платівку, де б Джиммі щось не грав. Джимові вдалося швидко, як для самоучки, опанувати гру за нотами: за два тижні він вже сміливо читав музику, яку йому необхідно грати. Тоді він був схожий на справжнього робота: десятки дротів та штекерів, які тягнулись від нього та приєднувалися до мікшерського пульта.
Проте, дуже швидко робота втомила Джиммі. Йому захотілося більшого, він бажав здійснити свої амбіції. Саме тому він і повертається на сцену. Юного гітариста з досвідом студійної роботи з радістю беруть до гурту The Yardbirds.

## The Yardbirds
У 1966 році Джиммі претендент на місце гітариста The Yardbirds Еріка Клептона. Проте, його місце займає Джефф Бек (за рекомендаціями Клептона). Саме тому Джиммі зайняв позицію бас-гітариста. Він не був басистом, але був вимушений стати ним.
Колектив вмів грати, проте не знав що. Одні учасники тягнулися до блюзу, інші в рок. У цей час Бек їде зі своїм власним турне Європою і записує декілька синглів. Саме тому місце соло-гітариста належало Бекові. Водночас у гурту з'являється новий менеджер — Пітер Ґрант.
Зайняти місце соло-гітариста Пейджу допомогло слабке здоров'я Бека. Під час гастролей The Yardbirds у Сан-Франциско, голова гітариста запаморочилася і він знепритомнів. Джиммі поставили на заміну, а місце бас-гітариста зайняв ритм-гітарист Кріс Дреж. Коли Бек одужав, гурт не відпускав Джиммі з нового робочого місця: відтепер грали з двома соло-гітаристами.
Це призвело до протистояння гітаристів. Джиммі був спокійним та роботящим, а Бек різким. Гітарна битва не влаштовувала соліста гурту — Кіта Ральфа. Під час турів деякі концерти гітаристи грали просто блискуче, інші — гірше не буває. Найбільше обурювався Бек. Іноді доходило до того, що він психував на сцені, бив колонки. У відповідь Джиммі робив те саме. Першим терпець урвався у Джефа, і він покинув колектив влітку 1967 року. Він дуже шумно пішов з гурту. Ще довше він сперечався з Джиммі на рахунок того, хто які пісні написав. Добрі відносини між музикантами були розірвані не менше ніж на двадцять років.
Після цих подій гурт вирушив у нове турне по США. Тур проходив вдало, але під час його закінчення музиканти записали дуже поганий альбом «Little Games». Це свідчило про те, що музиканти не мали ані матеріалу, ані командної гри. Направду так і було. Тріщина, яка пішла від Бека, поширювалася. І влітку 1968 року піонери важкої музики розійшлися хто куди, а Джиммі знову мав обирати майбутній шлях.

## Led Zeppelin

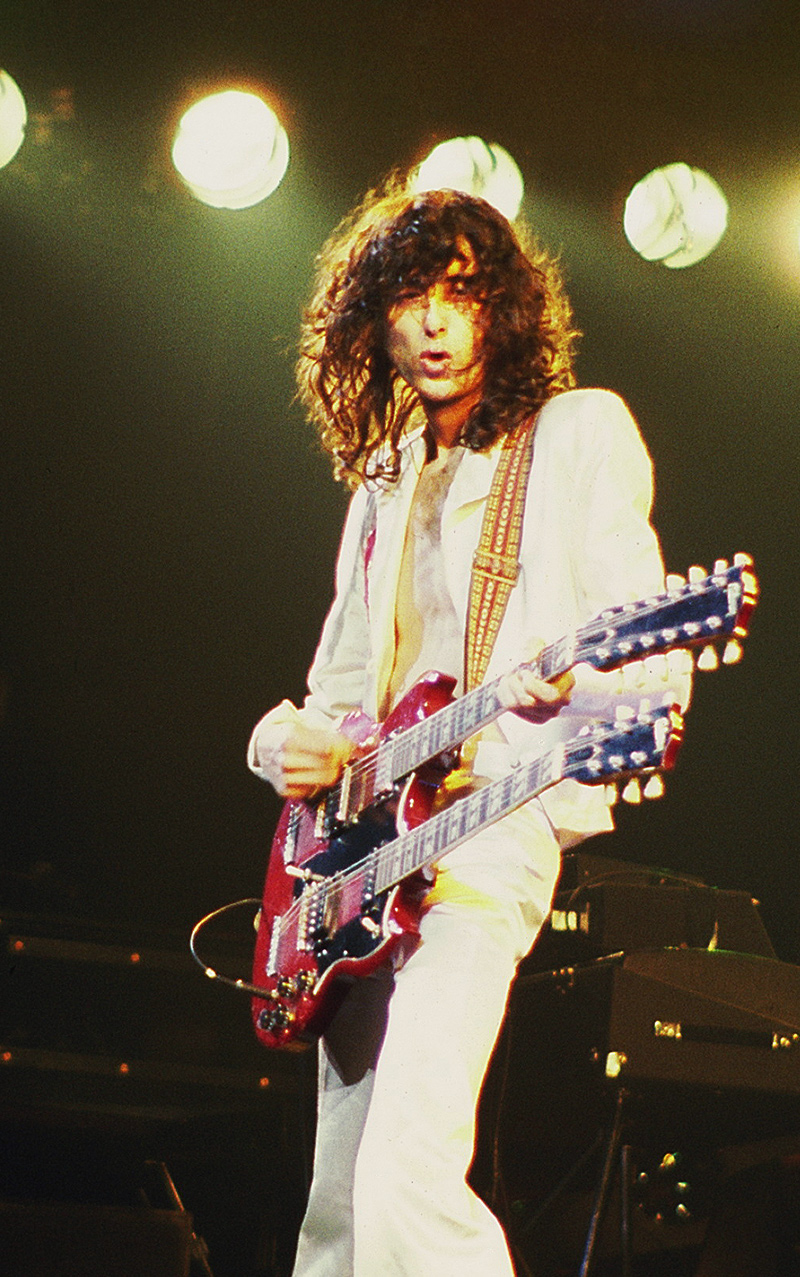
Джиммі Пейдж у 1977 році.

### Вплив
Як автор, гітарист та продюсер Джиммі Пейдж зробив Led Zeppelin прототипом для багатьох майбутніх рок-гуртів. Більшість мелодій, які Джиммі виконував, залишаються визнані й сьогодні як одні з найкращих, а його соло у славнозвісній «Stairway to Heaven» вважається одним із найкращих гітарним соло всіх часів.

### Композитор
Для роботи у Led Zeppelin Джиммі використовував гітари свого улюбленого виробника Gibson Les Paul. Підсилювачі марок Marshall, а Supro та гітару Telecaster для студійних записів. Часто використовувалася техніка гри, яка називається «гітара, що рухається» (наприклад у піснях «You Shook Me», «Dancing Days», «In My Time of Dying»). Такий інструмент як педальна металева гітара використовувався «Your Time Is Gonna Come», «Tangerine», «That's the Way», і звичайно ж, акустична гітара у «Gallows Pole», «Ramble On» вказують на багатогранність таланту композитора.
Джиммі дуже часто використовував гру смичком від скрипки. Одним із найкращих його творінь із такою манерою гри вважається «Dazed and Confused», а також одна з найпопулярніших пісень «Whole Lotta Love». Власне кажучи, він не перший, хто використовував таку техніку. Він часто експериментував з приладами зворотного зв'язку та терменвоксом.

### Продюсер
Як продюсер, Пейдж отримував великі кошти для нововведень у технології запису та гри. Серед головних відкриттів, що зробив Джиммі, була нова технологія запису барабанів. тепер їх звук був об'ємним. Як казав Джиммі у своєму інтерв'ю журналу Guitar World:
|  | Раніше я помічав, що звукоінженери ставлять мікрофон прямо поряд з бочкою. Після цього барабанщик довбає, наче навіжений, а на плівці звучить так, наче він грав на картонних коробках. Я виявив, якщо поставити мікрофон далі від ударної установки, то звук отримує «кімнатне дихання», і як результат, барабани звучать краще. |

Ще один метод, який Джиммі вигадав та використовував була техніка «зворотна луна». Він винайшов її, коли грав ще у The Yardbirds. Вона використовувалася для запису таких пісень як «Whole Lotta Love» та «You Shook Me». Ця технологія полягала у тому, що луна йшла перед звуком, який породив її. Луна записувалася на інший трек, а потім накладалася на основний.
Джиммі спеціально для кожного альбому замінював звукорежисерів. Як він казав:
|  | Я свідомо продовжую заміну звукорежисерів, тому що я не хочу, щоб люди думали, що саме вони відповідальні за наш звук. Я хотів, щоб люди знали, що це був я. |

## Період після Led Zeppelin
Після розпаду гурту Led Zeppelin через смерть барабанщика Джона Бонема, кар'єра Джиммі склалася гірше, ніж в інших учасників гурту. 1983 року він дав серію благодійних концертів. У 1984 він відновив дружні стосунки із Джеффом Беком та Еріком Клептоном. Протягом туру Пейдж виглядав змученим та виснаженим. Згідно з книгою «Hammer of the Gods», він сказав друзям, що починає відмовлятися від семирічного вживання героїну.
Пізніше Пейдж зв'язався з Роєм Харпером та записав альбом «Whatever Happened to Jugula?». Брав участь у народних фестивалях, де виконував прості акустичні партії. 1984 року разом з Робертом Плантом записав альбом «The Honeydrippers». Після цього він зв'язався з Полом Роджерсом, щоб записати два альбоми під назвою The Firm. Перший альбом так і називався «The Firm», за яким вийшов другий — «Mean Business» 1986 року. Серед синглів можна вказати пісні «Radioactive» та «Closer». Надалі Джиммі записується з Робертом Плантом, The Rolling Stones та ін. Пише музику до фільму «Жага смерті 3».
Зараз в індивідуальній дискографії у музиканта 5 власних альбомів, 3 сумісно з Робертом Плантом та 5 з іншими виконавцями.

## Досягнення
- Джиммі Пейдж входить в десятку серед ста найкращих гітаристів рок-н-ролу за версією журналу Rolling Stone;
- Джиммі Пейдж має два місця у Залі слави рок-н-ролу;
- Соло Пейджа у «Stairway to Heaven» вважається найкращим гітарним соло всіх часів;
- Образ Джиммі Пейджа увічнено в грі для приставки Sony PlayStation 2 «Guitar Hero II»;
- Образ Джиммі Пейджа увічнено в грі для приставки Microsoft Xbox 360 «Guitar Hero II»;
- У 2005 році Джиммі Пейдж отримав Орден Британської імперії за благочинність в Бразилії;

## Гітари Джиммі

### Електрогітари
- 1959 Botswana Brown Fender Telecaster, подарована Джефом Беком
- 1958 Gibson Les Paul Standard (No. 1)
- 1959 Gibson Les Paul Standard (No. 2)
- 1960 Danelectro 3021
- 1967 Vox 12-String
- 1960 Black Gibson Les Paul Custom
- Rickenbacker 12 String
- 1971 Gibson EDS-1275 (використовувалася для «Stairway to Heaven»)
- 1973 Gibson Les Paul Standard
- 1964 Lake Placid Blue Fender Stratocaster
- 1966 Cream Fender Telecaster
- 1959 Fender Telecaster
- 1965 Fender Electric XII (12-String)
- 1977 Gibson RD|Gibson RD Artist
- Gibson SG (Найчастіше використовувалася, 80 турів)
- Gibson EDS-1275. Гітара з двома грифами, зроблена спеціально за проханням Пейджа

### Акустичні гітари
- Gibson J-200
- Martin D28 Acoustic
- Gibson Everly Brothers Model Acoustic
- Giannini 12-String Acoustic
- Harmony Acoustic
- Washburn 12 String Acoustic
- Ovation 1994 Double Neck Acoustic
- Andy Manson custom Triple Neck Mandolin, 12 string & 6 string acoustic

### Інші інструменти
- Gibson Mandolin
- Fender 10-String 800 Pedal steel guitar
- Cello Bow
- Теремін
- Банджо

### Іменна гітара
Улюблений виробник гітар Пейджа, компанія Gibson, виготовив йому спеціальну іменну гітару Jimmy Page Signature EDS-1275

### Колекція інструментів
Станом на 2005 рік в колекції музичних інструментів Джиммі Пейджа знаходиться 1500 різних інструментів.